# Bybrua
Bybrua is een plaats in de Noorse gemeente Gjøvik, provincie Innlandet. Bybrua telt 536 inwoners (2007) en heeft een oppervlakte van 0,48 km².
Op ongeveer 6 kilometer ten oosten van de plaats ligt het langwerpige Mjøsa meer.